# کیکویو، کوماموتو
کیکویو، کوماموتو (به لاتین: Kikuyō, Kumamoto) یک منطقهٔ مسکونی در ژاپن است که در استان کوماموتو واقع شده‌است. کیکویو  ۲۹٬۶۲۷ نفر جمعیت دارد.